# Eunidia obliquevittipennis
Eunidia obliquevittipennis là một loài bọ cánh cứng trong họ Cerambycidae.